# Tore Sjöstrand
Tore Sjöstrand (Tore Ingemar Sjöstrand; * 31. Juli 1921 in Huddinge; † 26. Januar 2011) war ein schwedischer Leichtathlet und Olympiasieger 1948 im 3000-Meter-Hindernislauf.
Wegen des Zweiten Weltkrieges konnte Sjöstrand erst im Alter von 25 Jahren seinen ersten bedeutenden internationalen Wettkampf bestreiten. Bei den Leichtathletik-Europameisterschaften 1946 in Oslo gewann er die Bronzemedaille, hinter dem Franzosen Raphaël Pujazon und dem Schweden Erik Elmsäter.
Seinen größten Erfolg feierte er bei den Olympischen Spielen 1948 in London. Vor seinen Landsleuten Erik Elmsäter und Göte Hagström gewann er die Goldmedaille.
Bei den Leichtathletik-Europameisterschaften 1950 in Brüssel erreichte Sjöstrand den achten Platz. Daraufhin beendete er seine Sportkarriere.